# 니시칸키촌
니시칸키촌(西神吉村)은 효고현 인나미군에 있던 촌이다. 현재의 가코가와시 니시칸키정에 해당한다.